# Цна (река, впадает в Мстино)
Цна — река на северо-западе европейской части России, в Тверской области, впадает в озеро Мстино. Длина — 160 км, площадь бассейна — 4140 км². Средний расход воды в 38 км от устья — 12,3 м³/с.

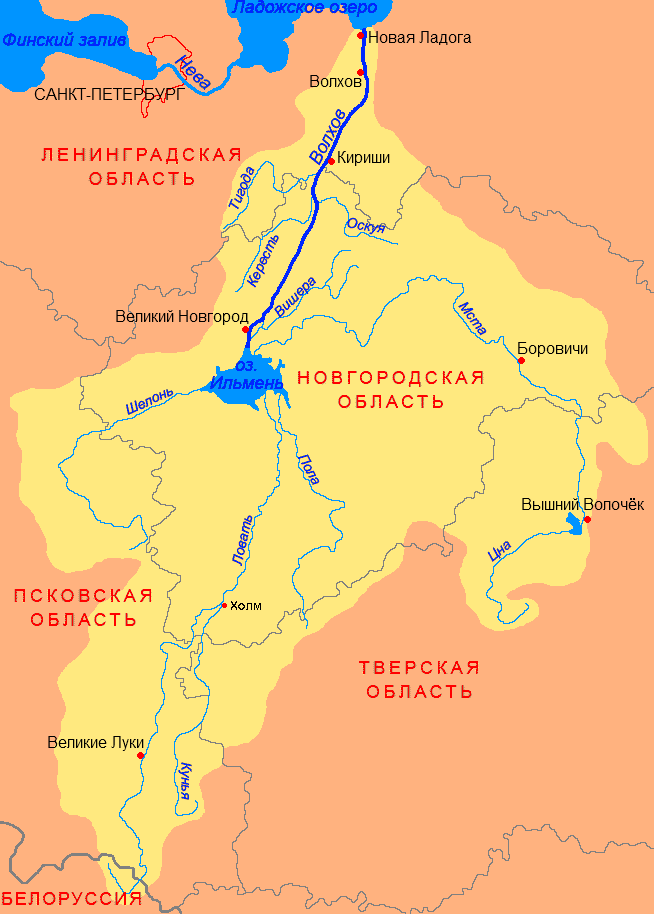
Бассейн Волхова и озера Ильмень

Принадлежит к бассейну Балтийского моря. Крупнейший населённый пункт — город Вышний Волочёк, крупнейший приток — Шлина.
Цна является важным элементом вышневолоцкой водной системы, с древних времён нижнее течение реки было частью водного пути из Волги в озеро Ильмень и Великий Новгород, а позднее в Санкт-Петербург.
Вышневолоцкое водохранилище, пополняемое рекой, является важным резервным источником для реки Тверцы и канала имени Москвы.
Водосбросы вышневолоцкого водохранилища используются для выработки электроэнергии на двух малых ГЭС: Новотверецкой мощностью 2,4 МВт (8,8 млн кВт⋅ч в год) и Ново-Цнинской 0,22 МВт.
Широко используется туристами для сплава.

## Течение
Цна берёт начало в болотах на склоне Цнинской возвышенности (отроге Валдайской возвышенности). Русло реки извилистое, ширина 10—30 метров. Протекает через Вышневолоцкое водохранилище, участок реки между выходом из водохранилища и устьем (длиной около 7 км) почти целиком проходит по городу Вышний Волочёк.